# Faro di Lowestoft
Il faro di Lowestoft, noto anche come Lowestoft Denes o Lowestoft High è il più antico segnale attivo d'Inghilterra: l'attuale edificio risale solo al 1874 ma la postazione è sicuramente presidiata dal 1609, anche se probabilmente una luce in quel punto esisteva già da tempo. Si trova sulla costa circa 1,5 chilometri a nord del porto di Lowestoft, nella contea inglese del Suffolk. È gestito dall'autorità generale per i fari britannica Trinity House e controllato a distanza dal centro operativo di Harwich.

## Storia
Quando sia stata accesa la prima luce a Lowestoft non è attualmente noto, i primi riscontri documentali risalgono comunque al 1609 quando, in risposta a una petizione di armatori e commercianti che avevano perso navi e merci sui banchi di sabbia e le secche lungo la costa orientale dell'Inghilterra, Trinity House propose la costruzione di due fari «per la direzione di navi che affrontassero di notte il pericoloso passaggio fra Lowestoft e Winterton». I due fari, illuminati con candele di sego, furono eretti nello stesso anno sul piano mesolitorale conosciuto come "Lowestoft-ness"; il loro allineamento guidava le imbarcazioni verso lo "Stamford Channel", un piccolo canale naturale ora non più esistente. Perché fosse possibile vedere le luci allineate, il faro più lontano dalla costa, detto "Rear Light" ("luce posteriore", in inglese) o "High Light" ("luce alta"), era appunto più alto perché la sua lanterna fosse visibile al di sopra della luce più bassa, (detta "Low Light") e più vicina al mare. Nel 1628 furono entrambi ricostruiti ma la luce posteriore, la più alta, divenne da un semplice punto di allineamento per l'ingresso del canale ad un vero e proprio riferimento per le navi in avvicinamento dal mare aperto. Per questo motivo nel 1676 il faro alto venne nuovamente ricostruito sopra una falesia per aumentare l'elevazione e quindi la visibilità, e fu illuminato da un braciere a carbone anziché da candele come il predecessore: il nuovo faro "alto", una solida costruzione in pietra e mattoni, costò 300 sterline dell'epoca. Nel 1706, a causa di un'invasione dal mare, il faro basso o "Low Light" ("luce bassa, in inglese) venne spento e rimase attivo il solo "High Lighthouse".
Negli anni successivi i comandanti delle navi lamentavano la difficoltà di navigazione nel canale di Stamford nelle ore notturne, e nel 1730 venne costruito un nuovo faro basso sulla spiaggia: costruito in legno, doveva essere facilmente spostabile in caso di invasione o di cambio di direzione del canale; la luce era prodotta da una lampada ad olio di balena.
Nel 1777 Trinity House decise di sperimentare sul faro alto di Lowestoft un sistema di lampade con riflettore (le cosiddette "Spangle light": il bruciatore a carbone viene sostituito con una lanterna alta 7 piedi e di 6 piedi di diametro. All'interno, le lampade ad olio erano disposte a cerchio intorno ad un grosso cilindro verticale rivestito con quattromila piccoli specchi che ne riflettevano la luce all'esterno. Questo sistema rendeva la luce visibile a ben 20 miglia e fu pertanto ben accolto dai naviganti. Tuttavia i sistemi ottici erano in rapida evoluzione e già nel 1796 il sistema spangle light venne sostituito da lampade Argand con riflettore parabolico argentato, modifica che costò a Trinity House mille sterline dell'epoca.
Nel 1870, dopo l'elettrificazione sperimentale del Faro di South Foreland nel Kent, Trinity House decise di elettrificare anche il faro di Lowestoft High. Il nuovo equipaggiamento ottico sarebbe stato molto più pesante e si ritenne che la struttura non sarebbe stata sufficiente a sostenerlo, così venne avviata la costruzione dell'attuale torre che costò 2 350 sterline dell'epoca. Prima che la torre fosse ultimata nel 1874 venne installata provvisoriamente una lampada ad olio di paraffina che però si rivelò talmente efficiente e vantaggiosa dal punto di vista dei costi di gestione da essere adottata in via definitiva in luogo di quella elettrica prevista inizialmente. Mentre fino ad allora il segnale del faro di Lowestoft era stato a luce fissa, la nuova ottica rotante azionata da un meccanismo ad orologeria generava un segnale lampeggiante a intervalli di 30 secondi. Nei primi anni venti del XX secolo, a causa della scomparsa del canale di Stamford, il faro di Lowestoft Low Light divenne superfluo per la navigazione, e nel 1923 venne definitivamente disattivato e demolito. Restò così attivo il solo "High Light" che nel 1975 venne automatizzato e nei primi mesi del 1997 subì alcuni lavori di ammodernamento.

## Struttura
L'attuale edificio, risalente al 1874, consiste in una torre a pianta circolare alta 16 metri, con annesso cottage a due piani che in origine ospitava i guardiani.